# Route départementale 22 (Ardennes)
Pour les articles homonymes, voir Route départementale 22.
La route départementale 22, abrégée en D22, est une route départementale des Ardennes qui relie Gespunsart à Regniowez, en passant par Neufmanil, Nouzonville, Renwez, Bourg-Fidèle et Rocroi. 
À Regniowez, elle est séparée de la frontière belge par un court tronçon de la D32. Après la frontière, la route N589 poursuit en direction de Chimay.

## Tracé
- Gespunsart
- Neufmanil
- Nouzonville, tronc commun avec les D13 et D1
- tronc commun avec les D989 et D88 dans la commune de Damouzy
- Arreux
- Montcornet-en-Ardenne
- Renwez,  tronc commun avec la D988
- Bourg-Fidèle
- Rocroi, interruption de la D22, tronc commun avec la D877
- reprise de la D22 à Taillette
- Taillette
- Regniowez